# Basilis
Basilis (Βάσιλις) fou un escriptor grec de data incerta.
Va escriure un treball sobre l'Índia Ἰνδικά), format per alguns llibres, el segon dels quals és esmentat per Ateneu de Naucratis. També va escriure segurament sobre Etiòpia, ja que dona compte de la mesura d'aquest territori. Agatàrquides l'esmenta com un dels escriptors sobre orient.